# Edmund von Falkenstein
 Edmund Rudolf Karl Helmuth Freiherr von Falkenstein (* 12. Februar 1850 in Berlin; † 27. November 1924) war ein preußischer Generalleutnant. 

## Leben

### Herkunft
Edmund war ein Sohn des preußischen Generalleutnants Rudolf von Falkenstein (1811–1888) und dessen Ehefrau Karoline, geborene Schroeder (1811–1896). Er hatte noch eine Schwester und drei Brüder.

### Militärkarriere
Nach seiner Erziehung im elterlichen Hause sowie dem Besuch der Gymnasien in Braunsberg, Danzig, Schweidnitz, Kolberg und Königsberg trat Falkenstein am 1. September 1868 als Dreijährig-Freiwilliger in das 6. Ostpreußische Infanterie-Regiment Nr. 43 der Preußischen Armee ein. Bis Mitte Februar 1870 avancierte er zum Sekondeleutnant und nahm während des folgenden Krieges gegen Frankreich als stellvertretender Bataillonsadjutant an den Schlachten bei Colombey und Noisseville sowie der Belagerung von Metz teil.
Ausgezeichnet mit dem Eisernen Kreuz II. Klasse wurde Falkenstein nach dem Friedensschluss am 20. Juni 1871 in das Garde-Schützen-Bataillon versetzt. Zur weiteren Ausbildung absolvierte er ab Oktober 1874 für drei Jahre die Kriegsakademie in Berlin und diente anschließend Adjutant seines Verbandes. In dieser Stellung Ende Oktober 1877 zum Premierleutnant aufgestiegen, war er ab Ende April 1879 auf ein Jahr zur Dienstleistung beim Großen Generalstab kommandiert. Nach weiteren jährlichen Kommandierungen als Abteilungsdirigent bei der Aufnahme der Kriegsakademie wurde Falkenstein Ende Januar 1884 als Hauptmann und Kompaniechef in das Garde-Jäger-Bataillon versetzt. Am 25. Mai 1889 erfolgte seine Kommandierung als Adjutant zur Inspektion der Jäger und Schützen. Ein Jahr später avancierte er zum Major, wurde Ende September 1890 als aggregiert zum 3. Garde-Regiment zu Fuß versetzt und Mitte Dezember 1891 zum Kommandeur des I. Bataillons ernannt. Vom 7. November 1896 bis zum 21. März 1897 war Falkenstein Kommandeur des IV. Bataillons und trat anschließend unter Beförderung zum Oberstleutnant als etatmäßiger Stabsoffizier zum Grenadier-Regiment „König Friedrich Wilhelm II.“ (1. Schlesisches) Nr. 10 über. Daran schloss sich am 22. Mai 1899 eine Verwendung als Oberst und Kommandeur des Infanterie-Regiments „von Goeben“ (2. Rheinisches) Nr. 28 an. Mit der Beförderung zum Generalmajor übernahm Falkenstein am 17. Februar 1902 die in Torgau stationierte 16. Infanterie-Brigade. Am 18. Oktober 1904 wurde er Kommandant von Graudenz, war zugleich mit der Wahrnehmung der Geschäfte des Kommandanten des Truppenübungsplatzes Gruppe beauftragt und erhielt Mitte Oktober 1906 den Charakter als Generalleutnant. In Genehmigung seines Abschiedsgesuches wurde Falkenstein am 24. März 1909 mit der gesetzlichen Pension zur Disposition gestellt. Anlässlich seiner Verabschiedung verlieh ihm Wilhelm II. den Stern zum Roten Adlerorden II. Klasse mit Eichenlaub.

### Familie
Falkenstein hatte sich am 7. Oktober 1882 mit Martha Henriette Wilhelmine Henning (1853–1924) verheiratet. Aus der Ehe gingen die vier Töchter Margarete Caroline (1883–1945), Elisabeth (* 1884), Eva-Marie (1885–1944) und Oda (1889–1946) hervor.